# Heteromirafra ruddi
Heteromirafra ruddi là một loài chim trong họ Alaudidae.